# Ерофеев, Виктор Дмитриевич
Виктор Дмитриевич Ерофеев (1907 – 1989) — советский хозяйственный, государственный и политический деятель, Герой Социалистического Труда.

## Биография
Родился в 1907 году в. Член КПСС.
С 1927 года — на хозяйственной, общественной и политической работе. В 1927—1986 гг. — мастер, начальник ткацкого цеха Кунцевской ткацко-отделочной фабрики, директор Павлово-Посадского камвольного комбината, директор Купавинской тонкосуконной фабрики имени Акимова в Ногинском районе Московской области.
Указом Президиума Верховного Совета СССР от 9 июне 1966 года присвоено звание Героя Социалистического Труда с вручением ордена Ленина и золотой медали «Серп и Молот».
Делегат XXIII съезда КПСС.
Умер в Старой Купавне в 1989 году.